# Hydrophilus (Hydrophilidae)
Hydrophilus là một chi bọ cánh cứng trong họ Hydrophilidae.

## Các loài
- Hydrophilus aculeatus (Solier, 1834)
- Hydrophilus acuminatus Motschulsky, 1853
- Hydrophilus albipes Castelnau, 1840
- Hydrophilus aterrimus (Eschscholtz, 1822)
- Hydrophilus atricapillus Duftschmid, 1805
- Hydrophilus bilineatus
- Hydrophilus brevispina Fairmaire, 1879
- Hydrophilus caschmirensis Redtenbacher, 1844
- Hydrophilus ensifer Brullé, 1837
- Hydrophilus foveolatus (Régimbart, 1901)
- Hydrophilus guarani (Bachmann, 1966)
- Hydrophilus hastatus (Herbst, 1779)
- Hydrophilus indicus (Bedel, 1891)
- Hydrophilus infrequens Watts, 1988
- Hydrophilus latipalpus Castelnau, 1840
- Hydrophilus macronyx (Régimbart, 1901)
- Hydrophilus ovatus Gemminger and Harold 1868
- Hydrophilus palpalis Brullé, 1838
- Hydrophilus pedipalpus (Bedel, 1891)
- Hydrophilus piceus (Linnaeus, 1758)
- Hydrophilus picicornis Chevrolat, 1863
- Hydrophilus pistaceus Laporte de Castelnau, 1840
- Hydrophilus rufus Scopoli, 1763
- Hydrophilus smaragdinus Brullé, 1837
- Hydrophilus triangularis Say, 1823
- Hydrophilus tricolor Herbst, 1784
- Hydrophilus wattsi Hansen, 1999

## Hình ảnh

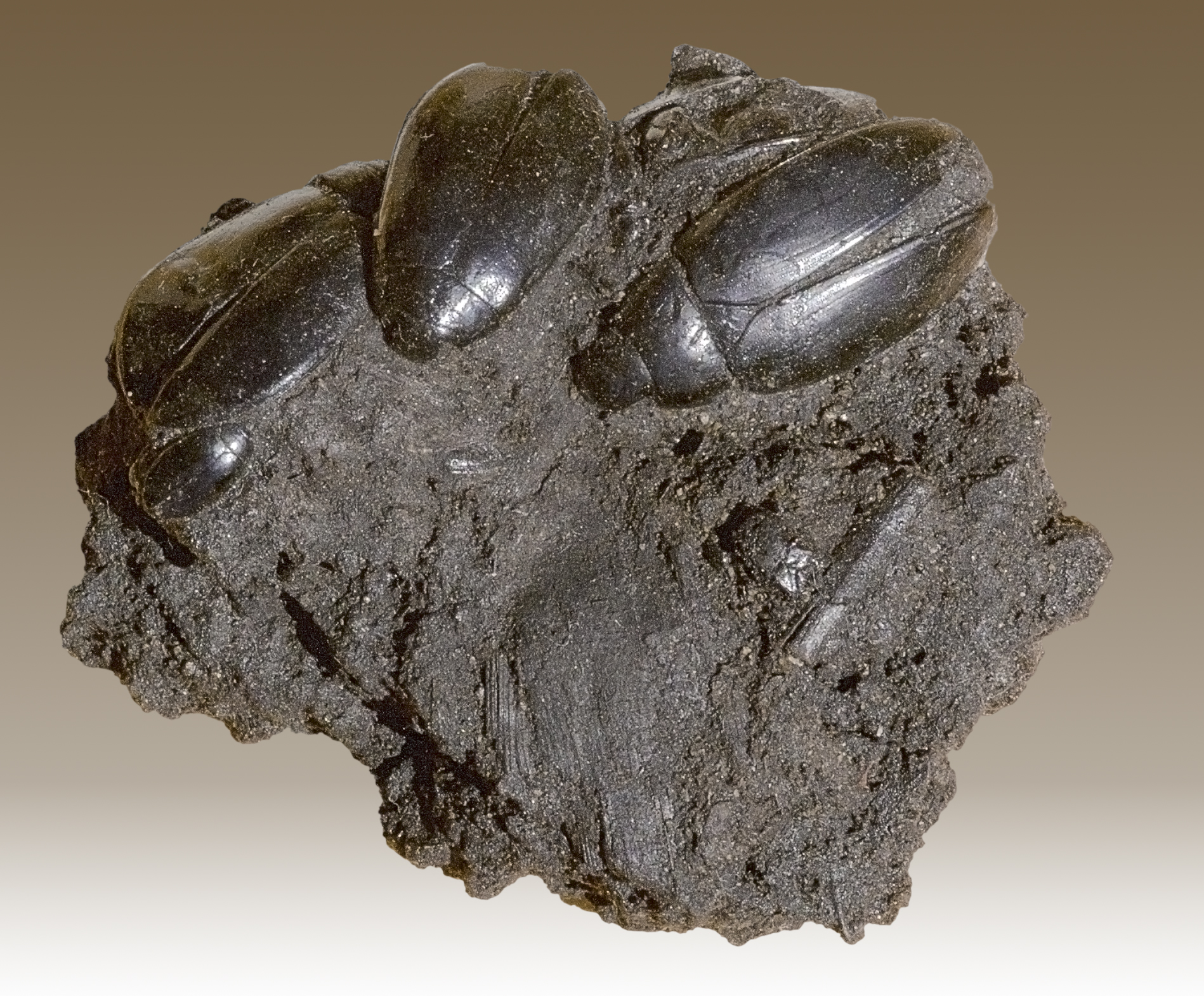
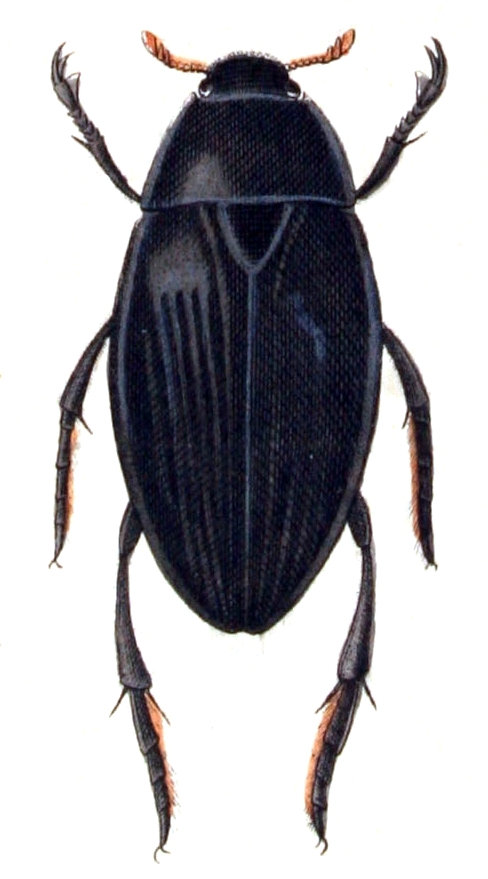
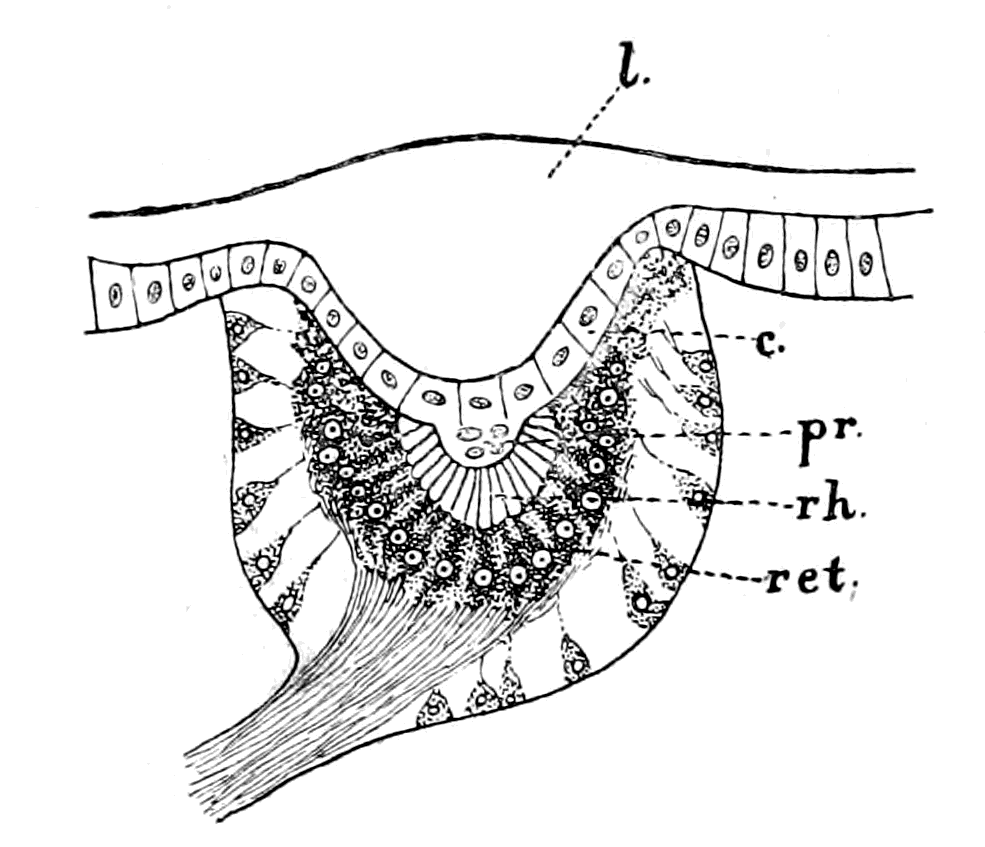